# EPrix de Moscou 2015
GP précédent GP suivant
L'ePrix de Moscou 2015 (2015 Formula E DHL Moscow ePrix), disputé le 6 juin 2015 sur le circuit urbain de Moscou, est la neuvième manche de l'histoire du championnat de Formule E FIA. Il s'agit de la première édition de l'ePrix de Moscou comptant pour le championnat de Formule E et de la neuvième manche du championnat 2014-2015.

## Essais libres

### Première séance
| Pos. | Pilote            | Voiture         | Chrono         | Écart     |
| ---- | ----------------- | --------------- | -------------- | --------- |
| 1    | Sébastien Buemi   | e.dams-Renault  | 1 min 10 s 402 |           |
| 2    | Nicolas Prost     | e.dams-Renault  | 1 min 11 s 100 | + 0 s 698 |
| 3    | Bruno Senna       | Mahindra Racing | 1 min 12 s 541 | + 2 s 139 |
| 4    | Stéphane Sarrazin | Venturi         | 1 min 12 s 571 | + 2 s 169 |
| 5    | Daniel Abt        | Audi Sport ABT  | 1 min 12 s 631 | + 2 s 229 |
| 6    | Lucas di Grassi   | Audi Sport ABT  | 1 min 12 s 727 | + 2 s 325 |

### Deuxième séance
| Pos. | Pilote                 | Voiture        | Chrono         | Écart     |
| ---- | ---------------------- | -------------- | -------------- | --------- |
| 1    | Sébastien Buemi        | e.dams-Renault | 1 min 09 s 985 |           |
| 2    | Jean-Éric Vergne       | Andretti       | 1 min 10 s 212 | + 0 s 227 |
| 3    | Nelsinho Piquet        | NEXTEV TCR     | 1 min 10 s 257 | + 0 s 272 |
| 4    | António Félix da Costa | Amlin Aguri    | 1 min 10 s 334 | + 0 s 349 |
| 5    | Lucas di Grassi        | Audi Sport ABT | 1 min 10 s 390 | + 0 s 405 |
| 6    | Nick Heidfeld          | Venturi        | 1 min 10 s 659 | + 0 s 674 |

## Qualifications
| Pos. | Pilote                 | Écurie          | Chrono         | Écart     | Grille |
| ---- | ---------------------- | --------------- | -------------- | --------- | ------ |
| 1    | Jean-Éric Vergne       | Andretti        | 1 min 09 s 429 |           | 1      |
| 2    | Nelsinho Piquet        | NEXTEV TCR      | 1 min 09 s 449 | + 0 s 020 | 2      |
| 3    | Lucas di Grassi        | Audi Sport ABT  | 1 min 09 s 685 | + 0 s 256 | 3      |
| 4    | Sébastien Buemi        | e.dams-Renault  | 1 min 09 s 826 | + 0 s 397 | 4      |
| 5    | Jérôme d'Ambrosio      | Dragon Racing   | 1 min 09 s 967 | + 0 s 538 | 5      |
| 6    | Nicolas Prost          | e.dams-Renault  | 1 min 10 s 043 | + 0 s 614 | 6      |
| 7    | Daniel Abt             | Audi Sport ABT  | 1 min 10 s 075 | + 0 s 646 | 7      |
| 8    | Nick Heidfeld          | Venturi         | 1 min 10 s 098 | + 0 s 669 | 8      |
| 9    | Jarno Trulli           | Trulli          | 1 min 10 s 145 | + 0 s 716 | 9      |
| 10   | Stéphane Sarrazin      | Venturi         | 1 min 10 s 190 | + 0 s 761 | 20     |
| 11   | Salvador Duran         | Amlin Aguri     | 1 min 10 s 257 | + 0 s 828 | 10     |
| 12   | Sam Bird               | Virgin Racing   | 1 min 10 s 365 | + 0 s 936 | 11     |
| 13   | Justin Wilson          | Andretti        | 1 min 10 s 398 | + 0 s 969 | 12     |
| 14   | Antonio García         | NEXTEV TCR      | 1 min 10 s 537 | + 1 s 108 | 13     |
| 15   | António Félix da Costa | Amlin Aguri     | 1 min 10 s 617 | + 1 s 188 | 14     |
| 16   | Bruno Senna            | Mahindra Racing | 1 min 10 s 688 | + 1 s 259 | 15     |
| 17   | Karun Chandhok         | Mahindra Racing | 1 min 10 s 697 | + 1 s 268 | 16     |
| 18   | Jaime Alguersuari      | Virgin Racing   | 1 min 10 s 941 | + 1 s 512 | 17     |
| 19   | Loïc Duval             | Dragon Racing   | 1 min 11 s 141 | + 1 s 712 | 18     |
| 20   | Vitantonio Liuzzi      | Trulli          | 1 min 11 s 967 | + 2 s 538 | 19     |

- Stéphane Sarrazin est disqualifié des qualifications pour avoir dérogé à la réglementation du parc fermé.

## Course

### Classement
| Pos. | no | Pilote                 | Écurie          | Tours | Temps/Abandon                            | Grille | Points |
| ---- | -- | ---------------------- | --------------- | ----- | ---------------------------------------- | ------ | ------ |
| 1    | 99 | Nelsinho Piquet        | NEXTEV TCR      | 35    | 43 min 18 s 867                          | 2      | 25     |
| 2    | 11 | Lucas di Grassi        | Audi Sport ABT  | 35    | + 2 s 012                                | 3      | 18     |
| 3    | 23 | Nick Heidfeld          | Venturi         | 35    | + 11 s 548                               | 8      | 15     |
| 4    | 27 | Jean-Éric Vergne       | Andretti        | 35    | + 12 s 416                               | 1      | 15     |
| 5    | 66 | Daniel Abt             | Audi Sport ABT  | 35    | + 25 s 626                               | 7      | 10     |
| 6    | 77 | Salvador Duran         | Amlin Aguri     | 35    | + 28 s 960                               | 10     | 8      |
| 7    | 55 | António Félix da Costa | Amlin Aguri     | 35    | + 30 s 529                               | 14     | 6      |
| 8    | 8  | Nicolas Prost          | e.dams-Renault  | 35    | + 31 s 556                               | 6      | 4      |
| 9    | 9  | Sébastien Buemi        | e.dams-Renault  | 35    | + 40 s 050                               | 4      | 4      |
| 10   | 28 | Justin Wilson          | Andretti        | 35    | + 46 s 320                               | 12     | 1      |
| 11   | 7  | Jérôme d'Ambrosio      | Dragon Racing   | 35    | + 51 s 474                               | 5      |        |
| 12   | 5  | Karun Chandhok         | Mahindra Racing | 35    | + 52 s 493                               | 16     |        |
| 13   | 3  | Jaime Alguersuari      | Virgin Racing   | 35    | + 55 s 810                               | 17     |        |
| 14   | 30 | Stéphane Sarrazin      | Venturi         | 35    | + 56 s 715                               | 20     |        |
| 15   | 6  | Loïc Duval             | Dragon Racing   | 35    | + 1 min 18 s 763 (dont 29 s de pénalité) | 18     |        |
| 16   | 21 | Bruno Senna            | Mahindra Racing | 34    | + 1 tour                                 | 15     |        |
| 17   | 18 | Vitantonio Liuzzi      | Trulli          | 34    | + 1 tour                                 | 19     |        |
| 18   | 10 | Jarno Trulli           | Trulli          | 32    | Suspension / Aileron arrière             | 9      |        |
| 19   | 88 | Antonio García         | NEXTEV TCR      | 32    | + 3 tours                                | 13     |        |
| Abd. | 2  | Sam Bird               | Virgin Racing   | 24    | Freins                                   | 11     |        |

- Loïc Duval a écopé de 29 secondes de pénalité pour conduite dangereuse dans la ligne droite des stands.
- Nelsinho Piquet, Lucas di Grassi et Sébastien Buemi ont été désignés par un vote en ligne pour obtenir le fanboost, qui leur permet de bénéficier de 25 kW supplémentaires pendant cinq secondes lors de la course[5].

### Pole position et record du tour
La pole position et le meilleur tour en course rapportent respectivement 3 points et 2 points.
- Pole position :  Jean-Éric Vergne (Andretti) en 1 min 09 s 429.
- Meilleur tour en course :  Sébastien Buemi (e.dams-Renault) en 1 min 11 s 679 au 32e tour.

### Tours en tête
- Nelsinho Piquet (China Racing) : 32 tours (1-16 ; 20-35)
- Jean-Éric Vergne (Andretti) : 1 tour (17)
- Sébastien Buemi (e.dams-Renault) : 2 tours (18-19)

## Classements généraux à l'issue de la course
| Pos. | Pilote                 | Points |
| ---- | ---------------------- | ------ |
| 1    | Nelsinho Piquet        | 128    |
| 2    | Lucas di Grassi        | 111    |
| 3    | Sébastien Buemi        | 105    |
| 4    | Nicolas Prost          | 82     |
| 5    | Jérôme d'Ambrosio      | 77     |
| 6    | Sam Bird               | 68     |
| 7    | Jean-Éric Vergne       | 55     |
| 8    | António Félix da Costa | 51     |
| 9    | Daniel Abt             | 32     |
| 10   | Nick Heidfeld          | 31     |
| 11   | Jaime Alguersuari      | 30     |
| 12   | Bruno Senna            | 28     |
| 13   | Loïc Duval             | 23     |
| 14   | Scott Speed            | 18     |
| 15   | Franck Montagny        | 18     |
| 16   | Karun Chandhok         | 18     |
| 17   | Stéphane Sarrazin      | 18     |
| 18   | Charles Pic            | 16     |
| 19   | Oriol Servià           | 16     |
| 20   | Jarno Trulli           | 15     |
| 21   | Salvador Durán         | 9      |
| 22   | Vitantonio Liuzzi      | 2      |
| 23   | Takuma Satō            | 2      |
| 24   | Justin Wilson          | 1      |

| Pos. | Écurie                 | Points |
| ---- | ---------------------- | ------ |
| 1    | e.dams-Renault         | 187    |
| 2    | Audi Sport ABT         | 143    |
| 3    | NEXTEV TCR             | 132    |
| 4    | Dragon Racing          | 116    |
| 5    | Andretti Autosport     | 104    |
| 6    | Virgin Racing          | 98     |
| 7    | Amlin Aguri            | 62     |
| 8    | Venturi Formula E Team | 49     |
| 9    | Mahindra Racing        | 46     |
| 10   | Trulli Formula E Team  | 17     |